# Yūya Matsushita
Yūya Matsushita (松下 優也 Matsushita Yūya?,  Nishinomiya, Prefectura de Hyōgo, 24 de mayo de 1990) es un cantante y actor japonés, actualmente representado por la discográfica Japanese Dream Records. Matsushita ha incursionado en géneros como el J-pop, R&B y hip hop, y su música usualmente presenta una combinación de los mismos. Debutó el 26 de noviembre de 2008 con el lanzamiento de su sencillo foolish foolish. Desde 2015, también forma parte del grupo musical X4.

## Biografía

### Primeros años
Matsushita nació el 24 de mayo de 1990 en la ciudad de Nishinomiya, prefectura de Hyōgo. Fue criado por su madre soltera y abuela. Matsushita se interesó a muy temprana edad en la música, en gran parte gracias a la influencia de sus abuelos, quienes eran fanáticos de la música enka. A la edad de doce años, en 2002, Matsushita decidió seguir una carrera en la música, inscribiéndose en la escuela de canto y baile Caless Vocal & Dance School en Osaka. Alrededor de su noveno grado y, a pesar de diferir con su madre acerca de los planes para su futuro, una visita a Nueva York reforzó su determinación de convertirse en artista. En 2007, conoció al productor Jin Nakamura, quien compusó la canción foolish foolish para él. El rodaje del sencillo también tuvo lugar en Nueva York, después de firmar con la discográfica Epic Records en 2008. Al mismo tiempo, Matsushita apareció en su primera película, Kanashii Boyfriend, y su canción, Mr. Broken Heart, fue utilizada como tema principal de la misma.

### Carrera
En 2009, Matsushita debutó como actor teatral interpretando a Sebastian Michaelis en la adaptación a musical del manga Kuroshitsuji. Matsushita interpretó a Sebastian en otros tres musicales en 2010, 2013 y 2014, respectivamente. En 2015, fue reemplazado por el actor Yūta Furukawa en un nuevo musical. En 2010, su cuarto sencillo, Trust Me, fue utilizado como el primer tema de cierre del anime Durarara!!, alcanzando el décimo lugar en las listas semanales de Oricon. «Futari» también fue usada en la película Toki o Kakeru Shōjo, en la cual Matsushita tuvo un pequeño rol. En 2010, su sencillo Bird fue también utilizado como tema de cierre para la segunda temporada de la serie de anime de Kuroshitsuji.
Más adelante, Matsushita colaboró con Mahou no Island y lanzó las canciones Koe ni Naranakute feat. Sista, first snow feat. Sista y Sonotoki Made no Sayonara para la novela No Title. Las tres canciones fueron lanzadas en su primer álbum, I AM ME. Otro de sus sencillos, 4 Seasons, fue utilizado como tema musical para el desfile de mode Kobe Collection de 2010, así como también en la película Hikari, Sono Saki E, en la que Matsushita también actuó.

## Filmografía

### Películas
| Año  | Título              | Papel      | Notas     |
| ---- | ------------------- | ---------- | --------- |
| 2009 | Kanashii Boyfriend  | Iwatsu     | Rol debut |
| 2010 | Toki o Kakeru Shōjo | Tōru Kadoi |           |
| 2010 | Hikari, Sono Saki E | Él mismo   | Principal |
| 2015 | Akegarasu           | Hiro       |           |

### Televisión
| Año  | Título                                  | Papel            | Notas     |
| ---- | --------------------------------------- | ---------------- | --------- |
| 2011 | Quartet                                 | Takeru           | Principal |
| 2011 | Asu no Hikari o Tsukame 2               | Ren Kagami       |           |
| 2012 | Pillow Talk: Bed Speculation            | Kakeru           |           |
| 2014 | Watashi no Host-chan: Shichinin no Host | Tadashi Kage     |           |
| 2016 | Aratanaru Inbō                          | Kōhei Nanbu      |           |
| 2016 | Beppinsan                               | Eisuke Iwasa     |           |
| 2017 | Ashigar                                 | Shigeyuki Haneki |           |
| 2018 | Ashigar SP: Chōjikū Love Kome Futatabi  | Shigeyuki Haneki |           |
| 2019 | In Hand                                 | Mawari Iriya     |           |

### Teatro
| Año  | Título                                                  | Papel               | Notas     |
| ---- | ------------------------------------------------------- | ------------------- | --------- |
| 2009 | Kuroshitsuji: Sono Shitsuji, Yūkō                       | Sebastian Michaelis | Rol debut |
| 2010 | Kuroshitsuji 2: The Most Beautiful Death in The World   | Sebastian Michaelis |           |
| 2012 | Dream High                                              | Song Sam Dong       |           |
| 2013 | Kuroshitsuji 2.5: The Most Beautiful Death in The World | Sebastian Michaelis |           |
| 2013 | Bugs Value: Even More Bursting                          |                     |           |
| 2013 | The Alucard Show                                        | Blood               |           |
| 2013 | Watashi no Host-chan                                    | Tadashi Kage        |           |
| 2014 | Paco and the Magical Book                               | Muromachi           |           |
| 2014 | In the Heights                                          | Benny               |           |
| 2014 | Tumbling Final                                          | Shun Mochizuki      |           |
| 2014 | Kuroshitsuji 3: Lycoris that Blazes the Earth           | Sebastian Michaelis |           |
| 2014 | The Alucard Show                                        | Blood               |           |
| 2014 | Watashi no Host-chan: Blood Fight! Fukuoka Nakasu-hen   | Tadashi Kage        |           |
| 2015 | Monty Python no Spamalot                                | Sir Dennis Galahad  |           |
| 2016 | Hana yori dango                                         | Tsukasa Domyōji     |           |
| 2016 | Akatsuki no Yona                                        | Haku                |           |
| 2017 | Boku Datte Hero ni Naritakatta                          | Ryūma Sakata        |           |
| 2018 | Romale: Roma o Ikinuita Onna Carmen                     | Jose                |           |
| 2018 | Metal Macbeth                                           | Les Paul Jr.        |           |
| 2018 | Kiseki no Uta                                           | Cuentacuentos       |           |
| 2019 | Watashi no Host-chan: The Premium                       | Tadashi Kage        |           |
| 2019 | Kuroshiro Tama                                          | Isamu Nobutani      |           |
| 2019 | The Case Files of Lord El-Melloi II                     | Lord El-Melloi II   |           |
| 2020 | Sunset Tōri                                             | Joe Gilis           |           |

## Discografía

### Álbumes
- [02.06.2010] I AM ME
- [22.02.2012] 2U

### Sencillos
- [26.11.2008] foolish foolish
- [28.01.2009] LAST SNOW
- [26.08.2009] Honesty / Negai ga Kanau nara…  ( Honesty／願いがかなうなら…?)
- [17.02.2010] Trust Me
- [05.05.2010] YOU
- [25.08.2010] Bird / 4 Seasons
- [02.02.2011] Paradise
- [04.05.2011] Naturally
- [24.08.2011] SUPER DRIVE
- [25.01.2012] Kimi e no Love Song - 10 Nen Saki mo   ( キミへのラブソング～10年先も～ ?)
- [29.08.2012] SEE YOU

### Descargas Digitales
- [02.12.2009] Koe ni Naranakute feat. Sista (声にならなくて feat.Sista?)
- [06.01.2010] First Snow feat. Sista